# Francesco Antonio Mazziotti
Francesco Antonio Mazziotti di Celso (Stella Cilento, 19 ottobre 1811 – Napoli, 29 gennaio 1878) è stato un patriota e politico italiano, deputato del Regno d'Italia.

## Biografia

### Primi anni
Francesco Antonio Mazziotti nacque a Stella Cilento, dal barone Pietro Mazziotti (figlio di Ferdinando Mazziotti barone di Celso e S. Maria della Stella, signore di Torricelli e dalla nobile Giustina Vassalli) e da Anna Maria Sodano, una donna di umili condizioni. Apparteneva ai baroni Mazziotti di Celso, discendenti degli omonimi patrizi di Capua. Il padre, che sotto l'occupazione francese aveva esercitato funzioni pubbliche ed era stato influenzato dalle idee liberali, fu arrestato dalla polizia borbonica per la sua adesione alla setta politica dei Filadelfi, morendo in carcere a Salerno nel 1829. Messo sotto la tutela dello zio Matteo, amministratore del patrimonio familiare, nell'ottobre 1830 Francesco Antonio Mazziotti si sposò con la baronessa Marianna Pizzuti, di Montecorvino Rovella e si stabilì nel palazzo Mazziotti a Celso di Pollica. Manifestò sentimenti liberali e nel giugno 1838 gli fu ordinato con un'ordinanza prefettizia di trasferirsi a Napoli. A Napoli risiedette nelle proprietà familiari: palazzo Mazziotti a Trinità Maggiore e villa Mazziotti a Posillipo.

### Moti del 1848
A palazzo Mazziotti organizzò incontri di liberali,  mascherati da circoli culturali, a cui partecipò anche Carlo Poerio. Nel gennaio 1848 fu uno dei promotori dei moti del Cilento, che costrinsero il re Ferdinando II di Borbone a concedere una costituzione liberale e ad istituire un parlamento, diviso in due camere, quella dei pari e quella dei deputati. Eletto deputato il 2 maggio dello stesso anno, fu un accanito oppositore dell'ambiente reazionario che permeava la corte napoletana e il re, deciso a riprendere il suo potere assoluto. Quando infatti il 15 maggio Ferdinando II ruppe con i liberali e sciolse il Parlamento, fu tra i firmatari (in tutto 66) della cosiddetta dichiarazione Mancini, che si opponeva allo scioglimento dell'assemblea. Due giorni dopo, Mazziotti fece parte del comitato promotore della rivolta della province calabresi e del Cilento, per costringere il re a capitolare. Rieletto il 15 luglio, il barone continuò ad opporsi alla politica reazionaria del re. Il 4 febbraio 1849 fu vittima di un attentato, probabilmente da parte di elementi della polizia borbonica. Nel luglio dello stesso anno il re sciolse definitivamente il parlamento e il barone fu aiutato ad espatriare grazie alla diplomazia francese: da Civitavecchia raggiunse via mare Genova, nel Regno di Sardegna, dove sbarcò il 16 ottobre 1849; la moglie lo seguì nel settembre del 1850.

### Esilio
Mazziotti fu processato in contumacia per alto tradimento e il 16 novembre 1853 fu condannato a morte con la confisca dei beni. La moglie Marianna, tornata a Napoli per partorire nel 1851 il figlio Matteo ed espulsa nel giugno 1854 per attività rivoluzionaria tra le truppe regie, morì per un'epidemia di colera nel novembre 1855. Il barone si risposò nell'aprile 1857 con Anna Gibelli, un'aristocratica genovese da cui ebbe solo una discendenza femminile.
Durante l'esilio genovese il Mazziotti continuò ad occuparsi della riorganizzazione degli esuli liberali e aderì alla Società Nazionale di Daniele Manin, che propugnava l'unificazione dell'Italia sotto lo scettro dei Savoia. Avverso alla spedizione di Carlo Pisacane del 1857, che si risolse in un disastro, allo scoppio della seconda guerra d'indipendenza italiana contro l'Austria, si adoperò per raccogliere adesioni tra i meridionali contro la possibilità di un accordo tra il Regno di Sardegna e il Regno delle Due Sicilie, ai suoi occhi dannoso per l'Unità d'Italia.
Nell'aprile 1860 il barone Mazziotti fece parte della commissione incaricata di reperire uomini, fondi e mezzi per la spedizione dei Mille di Giuseppe Garibaldi. In luglio, fruendo dell'amnistia che re Francesco II di Borbone concesse per ingraziarsi i liberali in funzione anti - garibaldina, il patriota napoletano intrattenne fitti rapporti con il marchese di Villamarina, ambasciatore piemontese a Napoli, e con il conte di Cavour adoperandosi per l'annessione al Piemonte.

### Carriera politica
Con le elezioni del 1861 per il nuovo Parlamento italiano, il barone Mazziotti fu eletto deputato per i collegi di Montecorvino e Torchiara, sedendo tra i banchi della Destra storica. Fu rieletto deputato del Regno d'Italia nel 1867 per il solo collegio di Torchiara, sostenendo alla camera dei deputati le posizioni della destra cattolica. Durante il suo mandato, con regio decreto del 25 novembre 1868, fu autorizzato a portare il titolo di barone di Celso. Sconfitto alle elezioni del 1870 dal candidato della Sinistra storica, Giovanni Nicotera, e poi anche nella tornata elettorale del 1871, Francesco Antonio Mazziotti morì improvvisamente il 29 gennaio 1878 a Napoli, a 66 anni, alla vigilia del suo terzo mandato.